# Daya-Bay-Experiment

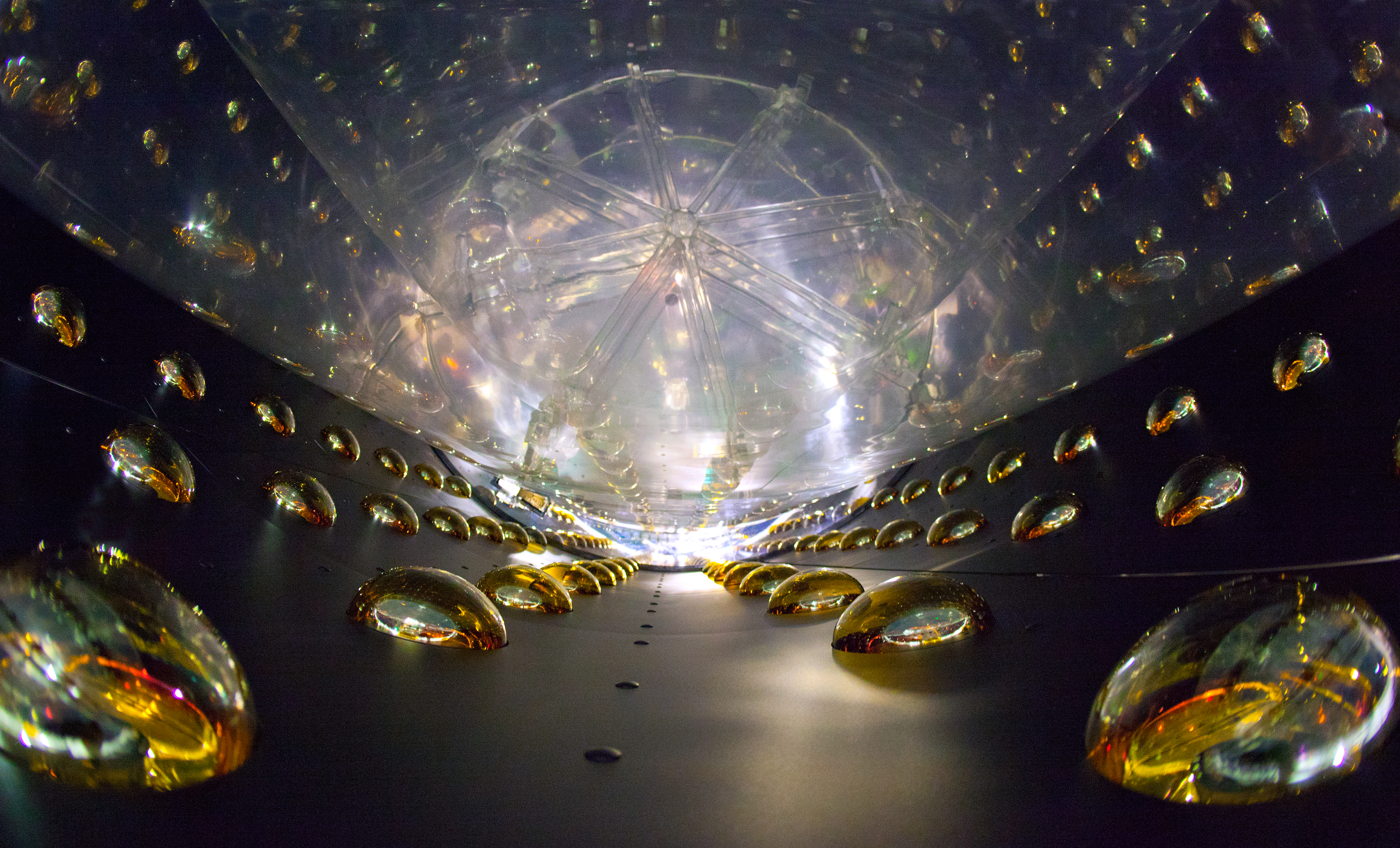
Daya-Bay-Antineutrino-Detektor

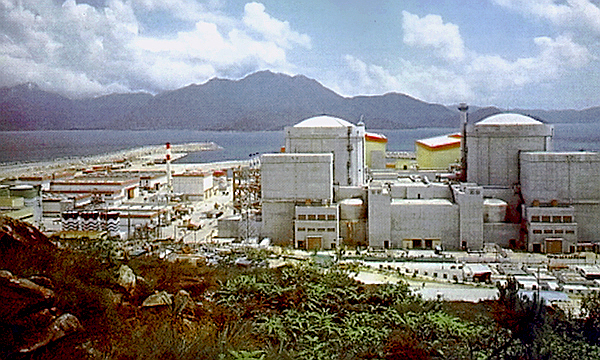
Die beiden Reaktorblöcke des Daya-Wan-Kernkraftwerks, zwei von sechs Reaktorkernen, die als Neutrinoquelle für das Daya-Bay-Experiment genutzt werden

Das Daya-Bay-Experiment ist ein Neutrinoexperiment in der Volksrepublik China zur Messung des letzten noch unbekannten Neutrinomischungswinkels θ13. Das Experiment befindet sich etwa 52 km nördlich von Hongkong und 45 km östlich des Stadtzentrums von Shenzhen und wird von einer multinationalen Forschungsgruppe betrieben, der Wissenschaftler aus der Volksrepublik, aus Taiwan, den Vereinigten Staaten, Tschechien und Russland angehören. Es gilt als bedeutendstes internationales Forschungsprojekt in China und als erste große Zusammenarbeit von China und den Vereinigten Staaten in der Grundlagenforschung.
Die insgesamt drei Neutrinomischungswinkel beschreiben, wie häufig Übergänge zwischen den unterschiedlichen Neutrinosorten zu erwarten sind. Zwei dieser Mischungswinkel sind seit längerem bekannt, nach dem letzten noch unbekannten Wert θ13 wird in verschiedenen Experimenten auf der ganzen Welt gesucht. Er betrifft die Umwandlung des Elektronneutrinos in andere Typen. Der Winkel wird indirekt bestimmt, indem ein Defizit von detektierten Antineutrinos gemessen wird, die in den insgesamt sechs Reaktorblöcken der nahegelegenen Kernkraftwerken Daya Wan und Ling’ao produziert werden. 
Dazu werden acht Neutrinodetektoren errichtet, vier davon etwa 400 Meter von den Reaktoren entfernt, die anderen vier in einem Abstand von rund 1700 Metern. Aus dem Vergleich der gemessenen Neutrinoraten in den nahen und weit von den Reaktoren entfernten Detektoren kann auf ein Defizit geschlossen werden, das wiederum eine Umwandlung in nicht detektierbare Neutrinosorten nahelegt. Diese Herangehensweise gleicht der an den konkurrierenden Experimenten Double Chooz in Frankreich und RENO in Korea.
Am 8. März 2012 veröffentlichte die Daya-Bay-Gruppe eine Arbeit, worin mit einer Signifikanz von 5,2 Standardabweichungen ein von Null verschiedener Mischungswinkel θ13 bestimmt wurde:
{\displaystyle \sin ^{2}2\theta _{13}=0{,}092\pm 0{,}016({\rm {stat}})\pm 0{,}005({\rm {syst}})}
Die Messung steht in Einklang mit früheren, allerdings noch nicht statistisch signifikanten Ergebnissen von T2K, MINOS und Double-Chooz und wird häufig als bedeutendstes Resultat in der Geschichte der chinesischen Physik gewertet. Die Tatsache, dass der Mischungswinkel θ13 nicht null, sondern sogar vergleichsweise groß ist, gibt zusätzliche Impulse für die weitere Erforschung von CP-Verletzungen, die man nun prinzipiell mit Neutrinooszillationen messen kann. CP-Verletzungen erklären möglicherweise, warum das Universum fast ausschließlich aus Materie und nicht aus Antimaterie besteht. 
Für 2016 erhielt das Daya-Bay Team mit den leitenden Wissenschaftlern Kam-Biu Luk und Yifang Wang zusammen mit anderen Neutrino-Experimenten den Breakthrough Prize in Fundamental Physics.